# San Francisco (Schiff, 1859)
Die San Francisco war eine Bark, die 1859 bei Hamburg gebaut wurde.

## Schiffsmaße
Im Hamburger Bielbrief vom 29. Oktober 1859 sind für die San Francisco folgende Maße angegeben:
- Länge über Kiel                      = 42,0 m
- Größte Breite                        =   8,60 m
- Höhe (Bauchdiele bis Verdeckplanken) =   5,15 m
- Tragfähigkeit                        =  202 Hamburger Kommerzlasten

## Geschichte
Die San Francisco wurde auf der Reiherstiegwerft unter der Leitung von Joachim Eduard von Somm gebaut und lief 1859 mit der Baunummer 40 vom Stapel. Eigner war das Handelshaus Joh. Ces. Godeffroy & Sohn. Das Schiff wurde nach der Stadt San Francisco an der amerikanischen Westküste benannt. Dort hatte von 1848 bis 1854 der Kalifornische Goldrausch stattgefunden. Zeitweilig vertrat ein Mitglied der Familie Godeffroy die Interessen Hamburgs in San Francisco.

## Kapitäne
- Nicolaus Störtenbecker
- J. Angelbeck
- Joh. Blanck

## Fahrten
Mit dem Schiff wurden von Hamburg aus Fahrten nach China, Südafrika und Südamerika unternommen. Ein kurzer Bericht zu den Distanzen der ersten Reise 1861 erschien in der Börsen-Halle: von Hamburg nach Talcahuano (Chile) in 74 Tagen, von dort an den Amur in 68 Tagen, von dort nach Shanghai in 21 Tagen und über Singapore durch die Sundastraße in 90 Tagen nach Falmouth.
| Datum              | Ereignis          | Ort                    | Kapitän          | Ziel                     | Bemerkung                 | Nachweis      |
| ------------------ | ----------------- | ---------------------- | ---------------- | ------------------------ | ------------------------- | ------------- |
| 19. Oktober 1859   | angekommen        | Hamburg                | Störtenbecker    |                          | von der Reiherstieg-Werft | [ 6 ]         |
| 9. Dezember 1859   | in See gegangen   | Cuxhaven               | Störtenbecker    | an den Amur              |                           | [ 7 ]         |
|                    | Ankunft           | Talcahuano             |                  |                          | nach 74 Tagen             | [ 8 ]         |
| 12. Juni 1860      | Ankunft           | Amur                   |                  |                          | nach 68 Tagen             | [ 8 ]         |
| 7. August 1860     | Ankunft           | Shanghae               |                  |                          | nach 21 Tagen             | [ 8 ]         |
| 27. September 1860 | ausklariert       | Shanghai               | Störtenbecker    | Hongkong u. Whampoa      |                           | [ 10 ]        |
| 24. Dezember 1860  | angekommen        | Singapore              | Störtenbecker    |                          | von Bangkok               | [ 11 ]        |
| 4. Januar 1861     | abgegangen        | Singapore              | Störtenbecker    | Falmouth                 |                           | [ 12 ]        |
| 27. April 1861     | angekommen        | Hamburg                | Störtenbecker    |                          | von Singapore             | [ 13 ]        |
| 19. Mai 1861       | in See gegangen   | Cuxhaven               | Störtenbecker    | Kapstadt                 |                           | [ 14 ]        |
| 23. Juli 1861      | angekommen        | Table Bay (Tafelbucht) | Störtenbecker    |                          | von Hamburg               | [ 15 ]        |
| 22. September 1861 | angekommen        | Sunda-Strasse          | Störtenbecker    | Batavia                  | vom Cap                   | [ 16 ]        |
| 16. Oktober 1861   | angekommen        | Samarang               | Störtenbecker    |                          | von Batavia               | [ 17 ]        |
| 7. November 1861   | bestellt          | Samarang               | Störtenbecker    |                          | nach Holland              | [ 18 ]        |
| 24. April 1862     | einpassiert       | Hamburg                | Störtenbecker    | von Rotterdam            | Makler Cellier & Parrau   | [ 19 ]        |
| 10. Mai 1862       | wird expediert    | Hamburg                | N. Störtenbecker | Capstadt                 | Makler Cellier & Parrau   | [ 20 ]        |
| 14. Juni 1863      | angekommen        | Hafen Altona           | Störtenbecker    |                          | von Mejillones            | [ 21 ]        |
| 24. November 1864  | in See gegangen   | Cuxhaven               | Störtenbecker    | Port Adelaide            | mit 42 Passagieren        | [ 23 ]        |
| 11. März 1866      | auspassiert       | Hamburg                | Angelbeck        | Nikolajewsk              |                           | [ 24 ]        |
| 30. Oktober 1866   | angekommen        | Chefuh                 | Angelbeck        |                          | vom Amur                  | [ 26 ]        |
| 2. Februar 1867    | angekommen        | Woosung                | Angelbeck        |                          | von Swatow                | [ 28 ]        |
| 4. September 1868  | in See gegangen   | Cuxhaven               | Angelbeck        | Cardiff, (Port Adelaide) |                           | [ 29 ]        |
| 11. September 1869 | angekommen        | Hamburg                | Angelbeck        |                          | von Apia                  | [ 30 ]        |
| 28. Oktober 1869   | auspassiert       | Hamburg                | Blanck           | Port Adelaide            | Cellier                   | [ 31 ] [ 32 ] |
| 13. Juli 1871      | angekommen        | Hamburg                | Blanck           |                          | von den Südsee-Inseln     | [ 33 ]        |
| 20. August 1871    | auspassiert       | Hamburg                | Blanck           | Südsee-Inseln            | Cellier                   | [ 34 ]        |
| 29. August 1871    | in See gegangen   | Cuxhaven               | Blanck           | Südsee-Inseln            |                           | [ 35 ]        |
| 29. Januar 1874    | seewärts bugsiert | Cuxhaven               | Blanck           | Südsee-Inseln            |                           | [ 36 ]        |

## Schiffe gleichen Namens
Als San Francisco fuhr noch ein weiteres Schiff: Baujahr 1846, gekauft 13. März 1850, verkauft nach Norwegen 1857.